# Зимнее наступление РККА (1942)

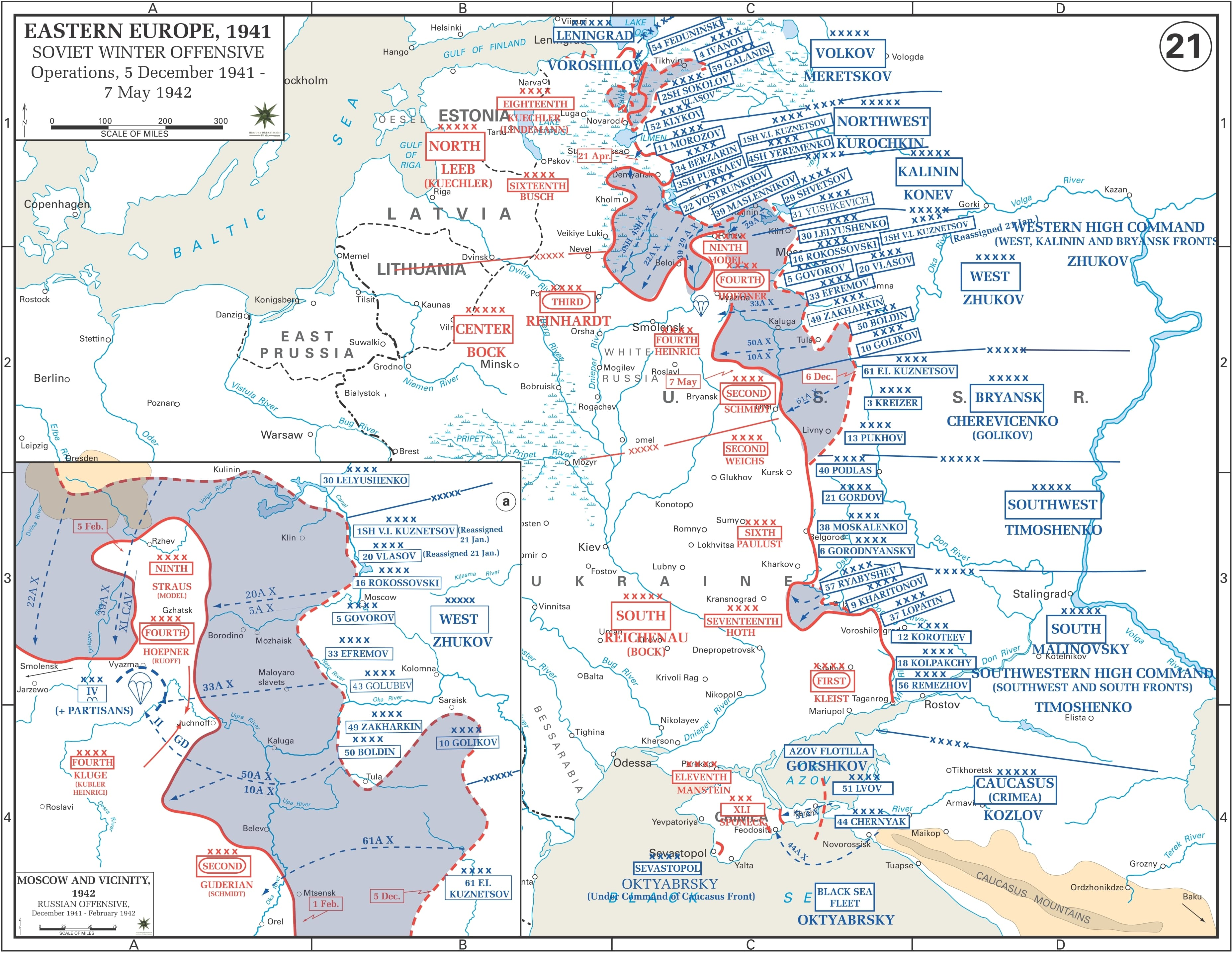
Карта наступления Красной Армии

Зимняя кампания 1941—1942 годов с 5 декабря 1941 года по 7 мая 1942 года — так советское военное командование назвало период, ознаменовавший начало Московской стратегической наступательной операции (более известной как Битва за Москву). Первая фаза стратегических контрнаступательных операций Красной армии в Советском Союзе стала крупной, хотя и дорогостоящей победой СССР.
Кампания началась с Московской стратегической наступательной операции (5 декабря 1941 г. — 7 января 1942 г.) и Керченско-Феодосийской десантной операции (25 декабря 1941 г. — 2 января 1942 г.).
Операции в центральной и северной Европе России начались с завершения Московского контрнаступления почти одновременно с Курско-Обоянской операцией (3 января 1942 г. — 26 января 1942 г.), Любанской наступательной операцией (7 января 1942 г. — 30 апреля 1942 г.), Демянской наступательной операцией (7 января 1942 г. — 20 мая 1942 г.), Орловско-Болховской наступательной операцией (8 января 1942 г. — 28 апреля 1942 г.) и Ржевско-Вяземской стратегической наступательной операцией (8 января 1942 г. — 20 Апрель 1942 г.) (не путать с операцией «Марс», которая относится к другой советской операции в том же районе в ноябре и декабре 1942 года).
Кампания завершилась Барвенково-Лозовской наступательной операцией (18 января 1942 — 31 января 1942), новой попыткой вернуть Крым в ходе Крымской наступательной операции (27 января 1942 — 15 апреля 1942) и Болховской наступательной операцией (24 марта 1942 — 3 апреля 1942).